# ستارو سلو، یاگودینا
ستارو سلو (صربی: Staro Selo}} یک منطقهٔ مسکونی در صربستان است که در Pomoravlje District واقع شده‌است.
 ستارو سلو  ۷۶ نفر جمعیت دارد.